# Craig Short
Craig Jonathan Short (Bridlington, 25 de junho de 1968) é um ex-futebolista e treinador de futeboo britânico que atua como zagueiro.

## Carreira
Revelado pelo Pickering Town em 1986, jogou 2 temporadas pelo Scarborough - entre 1988 e 1989, jogou ao lado de seu irmão mais novo, Chris, que também foi seu companheiro de equipe no Notts County entre 1992 e 1995. Nos Magpies, o zagueiro atuou em 128 jogos e fez 6 gols.
Após 3 temporadas, Short assinou com o Derby County por 2,5 milhões de libras (um recorde para um time fora da primeira divisão), após recusar uma proposta semelhante do Blackburn Rovers. Até 1995, foram 118 jogos e 9 gols, sendo contratado pelo Everton, onde atuou por 4 temporadas (99 partidas e 4 gols). Em 1999, Short foi para o Blackburn Rovers por 1,7 milhão de libras e, embora tivesse perdido a final da Copa da Liga Inglesa de 2001–02 por suspensão, viu sua equipe vencer o Tottenham por 2 a 1, tendo ainda jogado 2 partidas da Copa da UEFA (atual Liga Europa). Sua despedida como jogador dos Rovers foi em maio de 2005, sendo inclusive escolhido capitão do time na partida contra o Fulham, levando cartão vermelho após empurrar o português Luís Boa Morte, depois que este fizera falta sobre o australiano Lucas Neill, deixando definitivamente o clube na partida que marcou a despedida oficial de Tony Parkes como jogador, 23 anos depois de sua aposentadoria.
Foi contratado no mesmo ano pelo Sheffield United, sendo um dos principais jogadores no acesso dos Blades à Premier League de 2006–07, onde não entrou em campo nenhuma vez, sendo utilizado em 2 jogos da Copa da Liga, encerrando sua carreira pela primeira vez aos 38 anos, dedicando-se aos seus negócios como vendedor de barcos à vela.
Short voltaria aos gramados em 2008, no Ferencváros, que tinha uma parceria com o SHeffield United, como jogador e auxiliar-técnico de Bobby Davison. A única partida pelo clube (e última de sua carreira) foi em outubro do mesmo ano, contra o Fehérvár, pela Copa da Hungria.

## Carreira de treinador
Com a saída de Bobby Davison, Short foi promovido a treinador do Ferencváros, deixando o clube em maio de 2010 após 21 jogos (9 vitórias, 7 empates e 5 derrotas) por não possuir a Licença Pro da UEFA, exigida para comandar um time da Primeira Divisão húngara.
Em junho de 2010, foi anunciado como novo técnico do Notts County, substituindo Steve Cotterill. Foram 18 partidas sob o comando do ex-zagueiro (8 vitórias, um empate e 9 derrotas), que após sair do clube deu novamente uma pausa em sua carreira, voltando como Chefe de Recrutamento das categorias de base do Derby County.

## Títulos
Blackburn Rovers
- Copa da Liga Inglesa: 2001–02

Ferencváros
- Segunda Divisão Húngara: 2008–09 (como jogador e auxiliar-técnico)